# Imperio británico
El Imperio británico (en inglés: British Empire) comprendió los dominios, colonias, protectorados, mandatos y otros territorios gobernados o administrados por el Reino de Inglaterra y su sucesor, el Reino Unido de Gran Bretaña e Irlanda, entre los siglos XVI y XX. Ha sido el imperio de mayor extensión hasta la fecha. Hoy en día, el legado tangible del Imperio británico es la creación de la angloesfera y la Mancomunidad de Naciones.
Durante las primeras décadas del siglo XX, el Imperio británico abarcaba una población de cerca de 458 millones de personas y unos 35.000.000 km², lo que significaba aproximadamente una cuarta parte de la población mundial y una quinta parte de las tierras emergidas. La época culminante del imperio se produjo durante unos cien años (la llamada Pax Britannica, desarrollada entre 1815 y 1914), a través de una serie de fases de expansión relacionadas con el comercio, la colonización y la conquista, además de períodos de actividad diplomática. Probablemente, el punto de máximo auge imperial puede situarse entre los años 1884 (reparto de África) y 1922 (independencia de Irlanda).
El Imperio británico tuvo un enorme impacto en la historia mundial. Tuvo el mayor número de colonias en la historia del mundo con ciento veinte, por delante de Francia con ochenta colonias. Alrededor de sesenta y cinco países se independizaron del Reino Unido, la mayor cantidad que cualquier otro país en la historia del mundo, por delante de Francia, donde cuarenta países se independizaron del Imperio colonial francés. Más del 50 % de las fronteras del mundo hoy en día se trazaron como resultado del imperialismo británico y francés. Alrededor del 36 % del comercio de esclavos en el Atlántico entre 1600 y 1885 fue realizado por el Imperio británico, por delante del Imperio colonial francés, con el 30 % del comercio de esclavos en el Atlántico entre 1600 y 1885 realizado por Francia.
El Imperio extendió la tecnología, el comercio, el idioma inglés y el gobierno británico por casi todo el mundo. La hegemonía imperial contribuyó al espectacular crecimiento económico del Reino Unido y al peso de sus intereses en el escenario mundial.
Después de la independencia, muchas antiguas colonias británicas se unieron a la Mancomunidad de Naciones, una asociación libre de Estados independientes. Quince de estos, incluido el Reino Unido, conservan un monarca común, actualmente el rey Carlos III del Reino Unido.

## Origen

### Crecimiento del Imperio en ultramar
El Imperio británico de ultramar, —en el sentido de la exploración y los asentamientos británicos a lo largo y ancho de los océanos fuera de Europa y las islas británicas—, comienza a partir de la política marítima del rey Enrique VII, que reinó entre 1485 y 1509. Iniciando líneas comerciales para el comercio de la lana, Enrique VII estableció un moderno sistema para la marina mercante inglesa, que contribuyó al crecimiento de los astilleros y la navegación de la isla. La marina mercante aportó las bases para instituciones mercantiles que desempeñarían un importante papel en la aventura imperial posterior, como la Compañía de la Bahía de Massachusetts (Massachusetts Bay Company) o la Compañía Británica de las Indias Orientales (British East India Company). Enrique VII ordenó también la construcción del primer dique seco en Portsmouth y mejoró notablemente la pequeña Marina Real (Royal Navy).

### Enrique VIII y la Marina Real
Los cimientos del poder marítimo de Inglaterra, que fueron establecidos durante el reinado de Enrique VII, se ampliaron gradualmente para proteger los intereses comerciales ingleses y para abrir nuevas rutas. El rey Enrique VIII fundó la moderna Marina inglesa, triplicando el número de barcos de guerra que la componían y construyendo los primeros bajeles con armamento pesado de largo alcance. Comenzó la construcción de su Marina a través del aparato administrativo centralizado del reino. Además hizo construir muelles y faros que facilitaban la navegación costera. Enrique VIII creó la Marina Real, cuyas innovaciones fueron la base del dominio marítimo de Inglaterra durante los siguientes siglos. 

## Primer Imperio británico

### La era isabelina

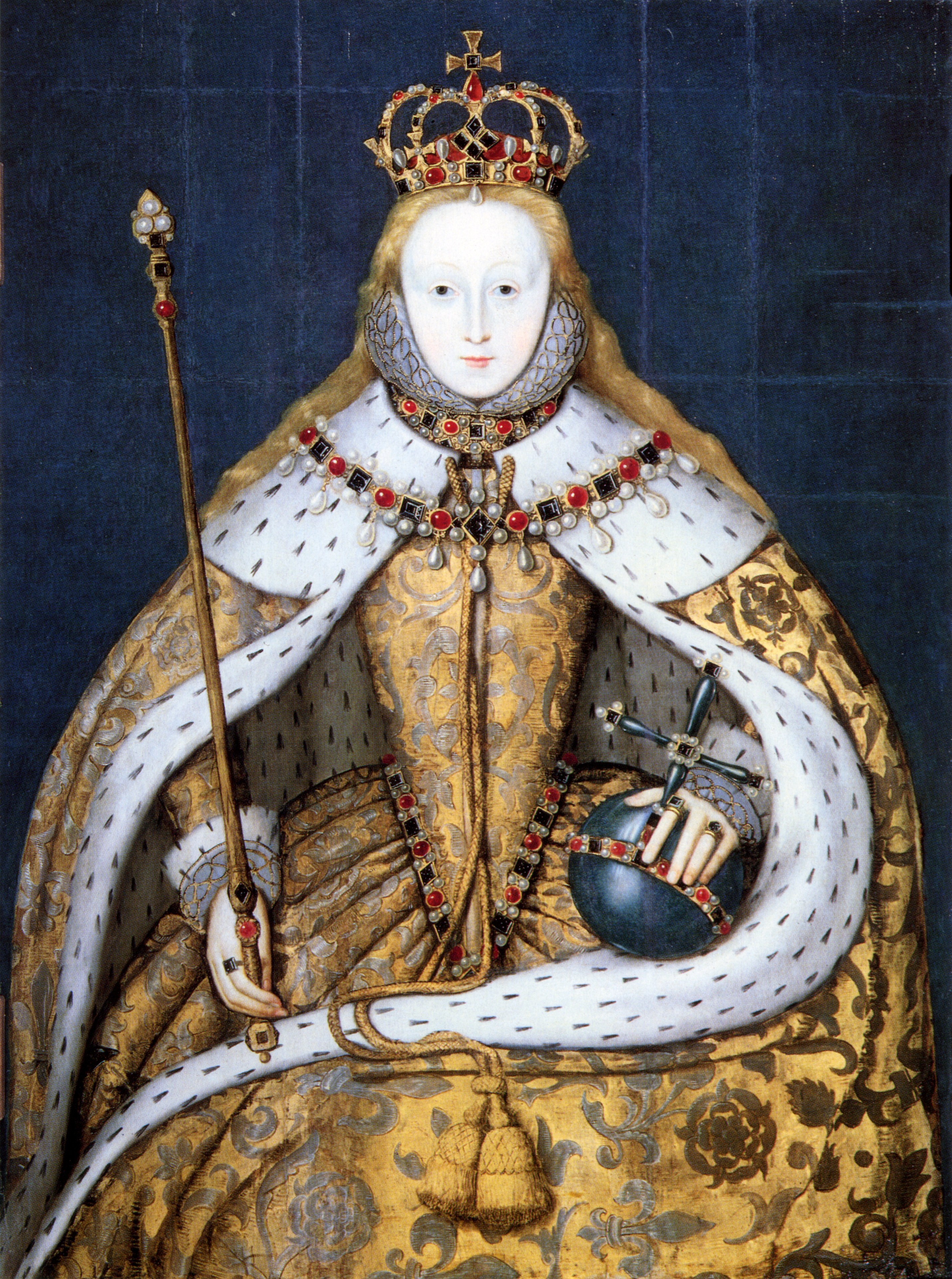
Isabel I de Inglaterra sería la gobernante que sentara las bases del Imperio británico, librando las primeras batallas con su mayor enemigo en la expansión colonial, el Imperio español y personalmente, el rey Felipe II.

La parte del reinado de Isabel I, entre 1577 y 1590, coincidió con una época de gran esplendor en la que se cimentaron los inicios del Imperio británico. Inglaterra comenzaba su expansión ultramarina con John Hawkins y luego con Francis Drake, librando numerosas guerras contra el Imperio español de Felipe II. Drake dio la vuelta al mundo, y fue el tercer hombre en conseguirlo, tras la expedición de Fernando de Magallanes y Juan Sebastián Elcano. En 1579, Drake atracó en algún lugar del norte de California y reclamó para la Corona lo que llamó Nova Albion ('Nueva Inglaterra'), aunque su reivindicación no fue seguida de ningún asentamiento. Los siguientes mapas situaron Nova Albion al norte de la Nueva España. El consultor personal de Isabel, John Dee, fue el primero en utilizar el término Imperio británico. 
Los intereses de Inglaterra fuera de Europa aumentaron considerablemente. Humphrey Gilbert siguió el curso de Cabot cuando partió hacia Terranova en 1583 y la declaró colonia británica el 5 de agosto en San Juan. Walter Raleigh organizó la primera colonia de Virginia en 1587, en el lugar llamado Roanoke. Tanto el asentamiento de Gilbert en Terranova como la Colonia de Roanoke duraron poco tiempo, y tuvieron que ser abandonados debido a la escasez de alimentos, el duro clima, los naufragios y los encuentros con tribus indígenas hostiles.
En 1587 Felipe II, rey de España, comenzó a preparar el plan de invasión de Inglaterra que se apoyaba en la Armada Invencible y los tercios de Flandes, dirigidos por Alejandro Farnesio, mientras Isabel reforzaba la marina de su reino. En 1587, Drake atacó con éxito Cádiz, destruyendo varios barcos y retrasando efectivamente hasta 1588 a la Armada Invencible. Sin embargo, la Armada vio frustrado su propósito de invasión por el mal tiempo. La victoria sobre la Armada llenó de alivio a Isabel, que ya no habría de temer una invasión de los tercios españoles. Pero el ambiente en Inglaterra tras la batalla distó de ser una algarabía de fervor patriótico y festejos por el fracaso de la invasión española. Además, al año siguiente, en 1589, Isabel intenta aprovechar la ventaja estratégica obtenida sobre España tras el fracaso de la Armada Invencible enviada por Felipe II y envía su propia flota (conocida como "Contraarmada" o "Invencible Inglesa") contra las posesiones españolas, acabando también en un auténtico desastre, perdiendo gran cantidad de barcos y tropas y agotando el tesoro real de Isabel, pacientemente amasado durante su largo reinado, por los costes de la expedición. Tras el desastre, Drake cayó en desgracia.

### La era Estuardo

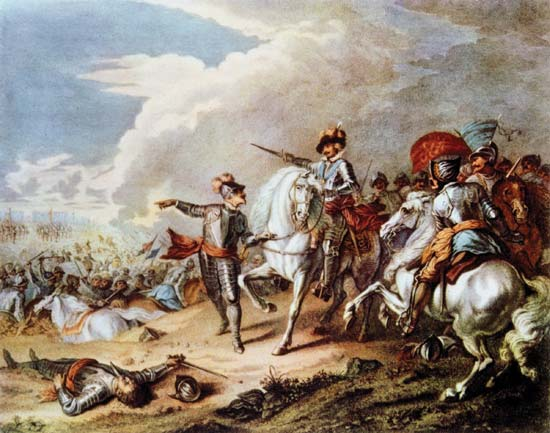
La victoria de los parlamentarios sobre los realistas en la batalla de Naseby en 1645 fue el punto de inflexión decisivo de la guerra civil inglesa.

Es probable que la derrota de la Armada Invencible española en 1588 consagrase a Inglaterra como potencia naval, aunque lo cierto es que después de la derrota de la Contraarmada, España siguió como imperio dominante en los mares. Así, en 1604, el rey Jacobo I de Inglaterra negoció el Tratado de Londres con el que acababan las hostilidades con España, y el primer asentamiento permanente de Inglaterra en América se estableció en 1607 en Jamestown (Virginia).
Sin embargo, la política exterior se vio detenida por una serie de problemas internos: la guerra civil (1642-1645), la República y el protectorado de Oliver Cromwell (1649-1660) y la posterior restauración, todo ello aderezado con luchas internas entre católicos y protestantes. No fue hasta la Revolución Gloriosa de 1688 cuando el reino recuperó la necesaria estabilidad interna.
Durante los siguientes tres siglos, Inglaterra extendió su influencia internacional y consolidó su desarrollo político interior. En 1707, los Parlamentos de Inglaterra y Escocia se unieron en Londres dando lugar al Parlamento de Gran Bretaña. En 1704, en el contexto de la guerra de sucesión española, Gibraltar es entregado al príncipe de Hesse-Darmstadt que representaba al archiduque Carlos de Austria. La posesión sería reconocida como británica en el Tratado de Utrecht de 1713, que puso fin a la guerra. España cedía a perpetuidad el peñón al Reino de Gran Bretaña sin jurisdicción alguna, estableciéndose, no obstante, una cláusula por la cual si el territorio dejaba de ser británico, España tendría la opción de recuperarlo.

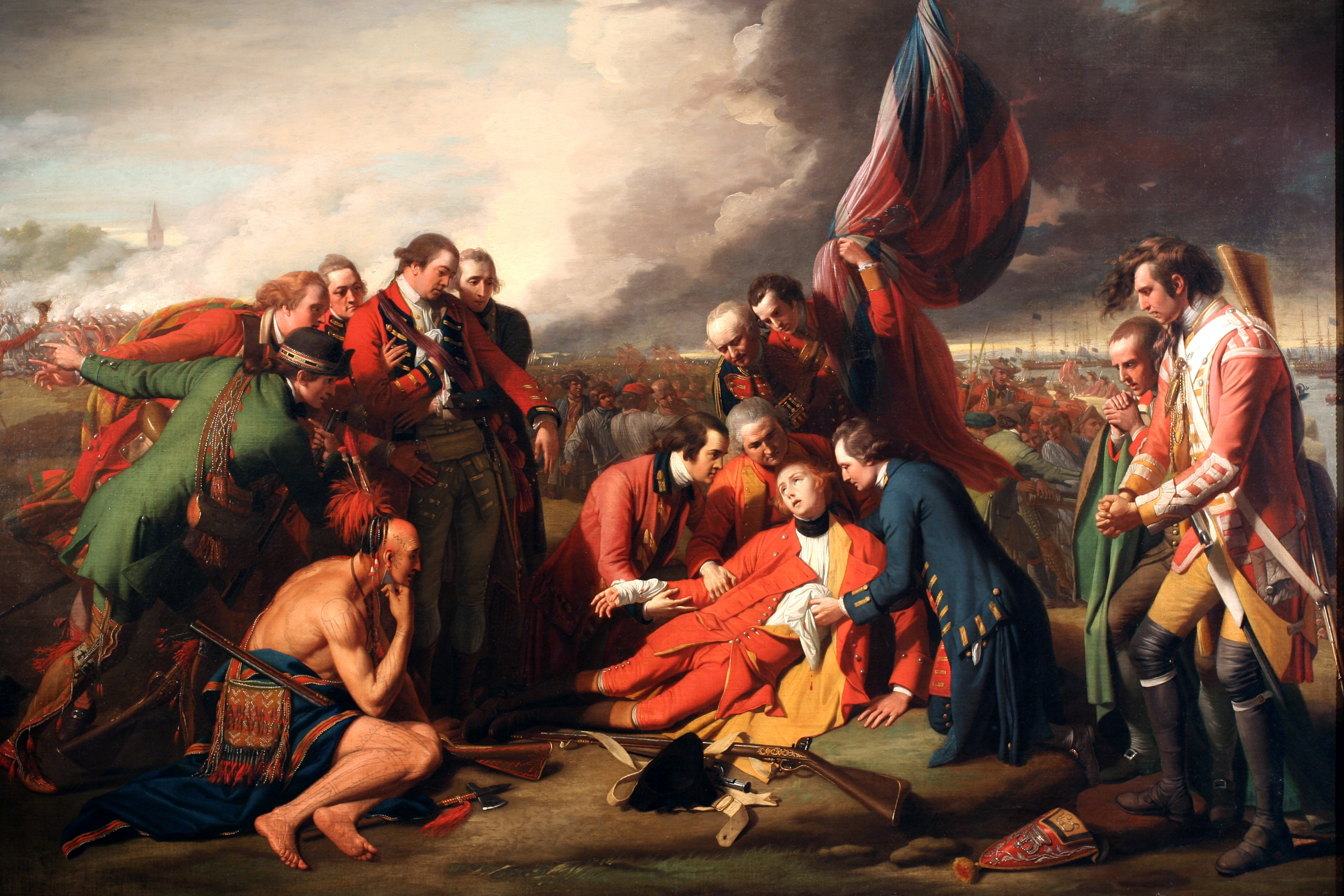
La muerte del general Wolfe (1771), en las Llanuras de Abraham, cerca de Quebec (Benjamin West).

### Guerras napoleónicas
En 1807 el Reino Unido de Gran Bretaña e Irlanda ocupa Heligoland (cedida al Imperio alemán en 1890). Como consecuencia del Tratado de París de 1814, el Reino Unido obtiene Malta, Tobago, Santa Lucía, Seychelles y la isla de Mauricio de Francia.
El Congreso de Viena de 1815 da como protectorado las islas Jónicas a los británicos, constituyendo los Estados Unidos de las Islas Jónicas. (Estas habían formado parte de la República de Venecia hasta su invasión por Francia.) Los Estados Unidos de las Islas Jónicas serían entregados al Reino de Grecia por el Tratado de Londres de 1864. Esta entrega puede verse como el primer ejemplo de descolonización voluntaria por parte del Imperio británico.

## Colonización de América

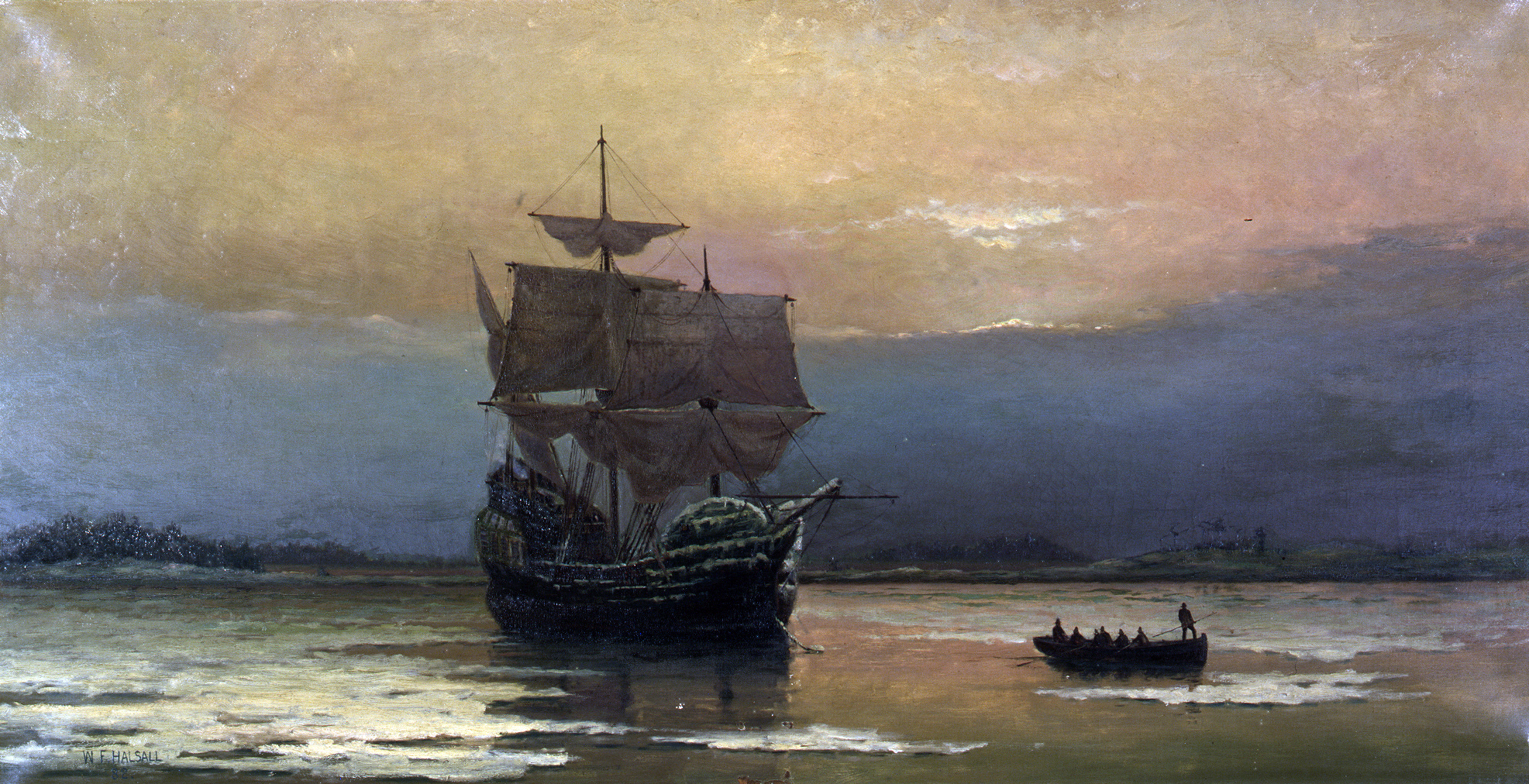
El Mayflower, el barco que transportó colonos británicos a la colonia de Plymouth en el año de 1620.

El Imperio británico comenzó a tomar forma a principios del siglo XVII, mediante el establecimiento por parte de Inglaterra de las trece colonias de Norteamérica, que fueron el origen de los Estados Unidos así como de las provincias marítimas de Canadá. También se produjo la colonización de pequeñas islas en el mar Caribe como Jamaica y Barbados.
Las colonias productoras de azúcar del Caribe, donde la esclavitud se convirtió en la base de la economía, eran las colonias más importantes y lucrativas para Inglaterra. Las colonias americanas producían tabaco, algodón y arroz en el sur y material naval y pieles de animales en el norte.
El imperio de Inglaterra en América se iba expandiendo gradualmente mediante guerras y colonias. Inglaterra consiguió controlar Nueva Ámsterdam (después llamada Nueva York) tras las guerras anglo-neerlandesas. Las colonias americanas se extendían hacia el oeste en busca de nuevas tierras para la agricultura. Durante la guerra de los Siete Años, los ingleses vencieron a los franceses y se quedaron con Nueva Francia, en 1760, lo que incrementó sustancialmente los dominios británicos en América del Norte.
Inglaterra intentó colonizar sin mucho éxito la costa caribeña de Centroamérica, en ese entonces bajo dominio del Imperio español. A pesar de formar parte del virreinato de la Nueva España, Inglaterra logró establecer el protectorado de la Mosquitia en 1687, y se dio inicio a la creación de varios asentamientos en lo que hoy comprende el norte de Honduras incluyendo las Islas de la bahía, las cuales estuvieron en varias disputas con España, lo cual terminaría en conflictos armados como la batalla de Roatán. Dichas islas ya poseían varios colonos permanentes de origen inglés y escocés desde el siglo XVII, pero no serían incorporadas de manera oficial al imperio hasta el siglo XIX bajo la creación de la colonia de las Islas de la Bahía.

### Intento de colonización del Río de la Plata
El Imperio británico intentó controlar la zona del Río de la Plata (más específicamente Buenos Aires, entonces la capital del virreinato del Río de la Plata), a través de dos intentos de dominación, denominados «invasiones inglesas». El primer intento de invasión se realizó en el año 1806 con la ocupación de Buenos Aires y su recuperación posterior con tropas llegadas desde Montevideo. Esto le valió a esta última ciudad el recibir el título de "Muy fiel y Reconquistadora" por parte de la Corona española. El segundo intento de invasión se inició esta vez en la Banda Oriental (actual territorio de la República Oriental del Uruguay) al ocupar los ingleses Maldonado y luego Montevideo en enero de 1807. La invasión fue finalmente rechazada a mediados del mismo año en Buenos Aires, retirándose las tropas inglesas del Río de la Plata.

## Colonización de Oceanía

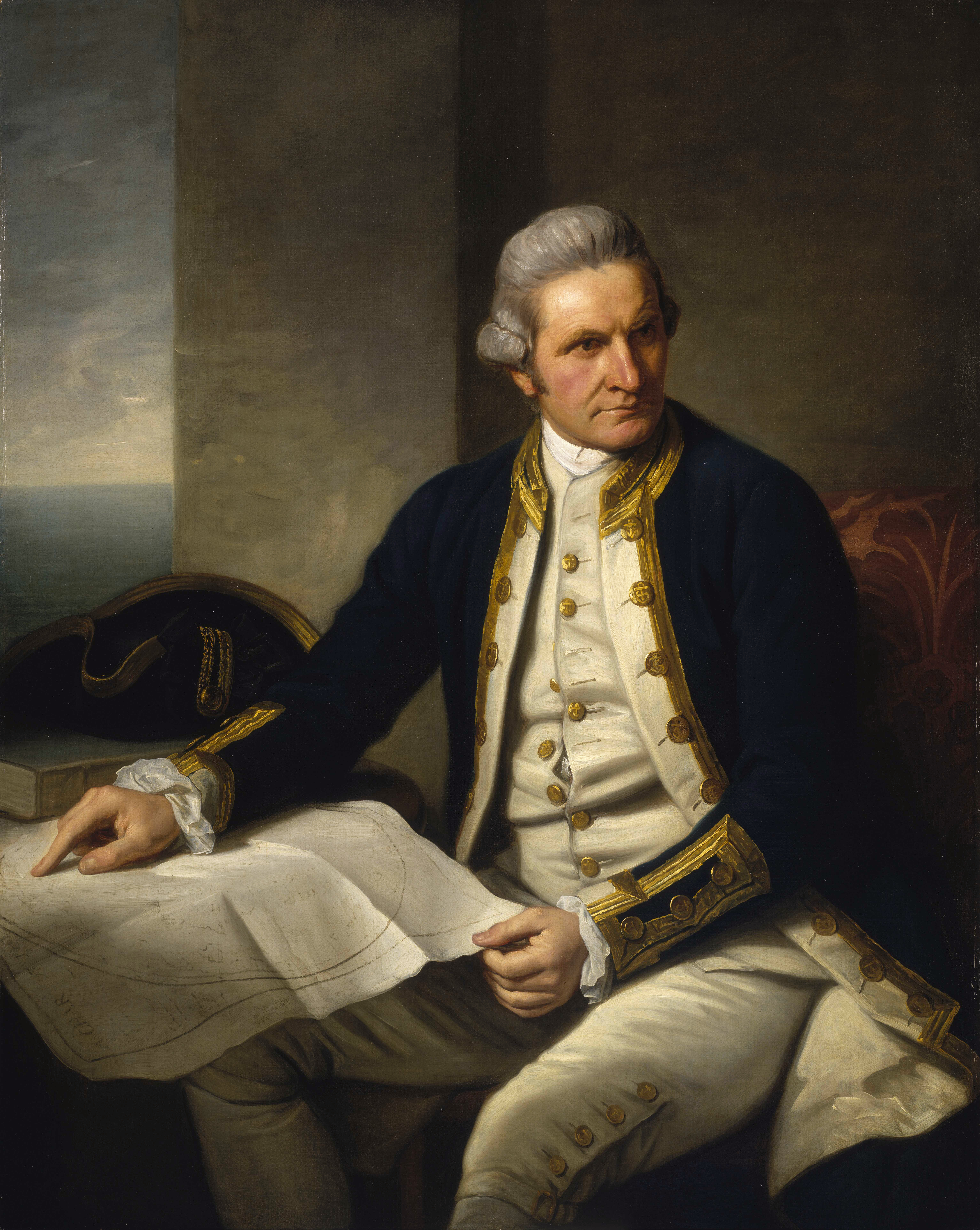
James Cook.

Después, los asentamientos en Australia (que comenzaron con las colonias penales en 1788) y Nueva Zelanda (bajo el dominio de la Corona desde 1840) crearon una nueva zona para la migración desde las islas británicas, por lo que las poblaciones indígenas tuvieron que sufrir guerras y, especialmente, enfermedades, reduciéndose su tamaño en alrededor de un 60–70 % en algo menos de un siglo. Estas colonias obtuvieron después autogobierno y se convirtieron en rentables exportadoras de lana y oro.
En 1770 James Cook exploró la costa este de Australia, en un viaje científico al océano Pacífico Sur, así confirmó el continente para Gran Bretaña, y la llamó Nueva Gales del Sur. En 1778, Joseph Banks, botánico en el viaje de Cook, presentó evidencia al Gobierno sobre la idoneidad para el establecimiento de una colonia penal, y en 1787 se envió la primera expedición de convictos, llegando en 1788. Gran Bretaña continuó el transporte de convictos a Nueva Gales del Sur hasta 1840. Las colonias australianas se convirtieron en exportadores rentables de lana y oro, principalmente a causa de la fiebre del oro en la colonia de Victoria, por lo que su capital Melbourne se convirtió en la ciudad más rica del mundo y la ciudad más grande después de Londres en el Imperio británico.
Durante su viaje, Cook también visitó Nueva Zelanda, que había sido descubierta por los exploradores Juan Fernández y Abel Tasman y reclamó las islas del Norte y del Sur para la Corona británica en 1769 y 1770 respectivamente. Inicialmente, la interacción entre los indígenas maoríes y los europeos se limita a los intercambios de bienes. La colonización europea aumentó a través de las primeras décadas del siglo XIX, con numerosas estaciones comerciales establecidas especialmente en el norte. En 1839, la compañía de Nueva Zelanda había anunciado planes para comprar grandes extensiones de tierra y establecer colonias en Nueva Zelanda. El 6 de febrero de 1840, el capitán William Hobson y alrededor de cuarenta jefes maoríes firmaron el Tratado de Waitangi. Este tratado es considerado por muchos como el documento fundacional de Nueva Zelanda, pero las diferentes interpretaciones de los maoríes y las versiones en inglés del texto, han hecho que continúe siendo una fuente de controversia.

## Libre comercio, «imperio informal»

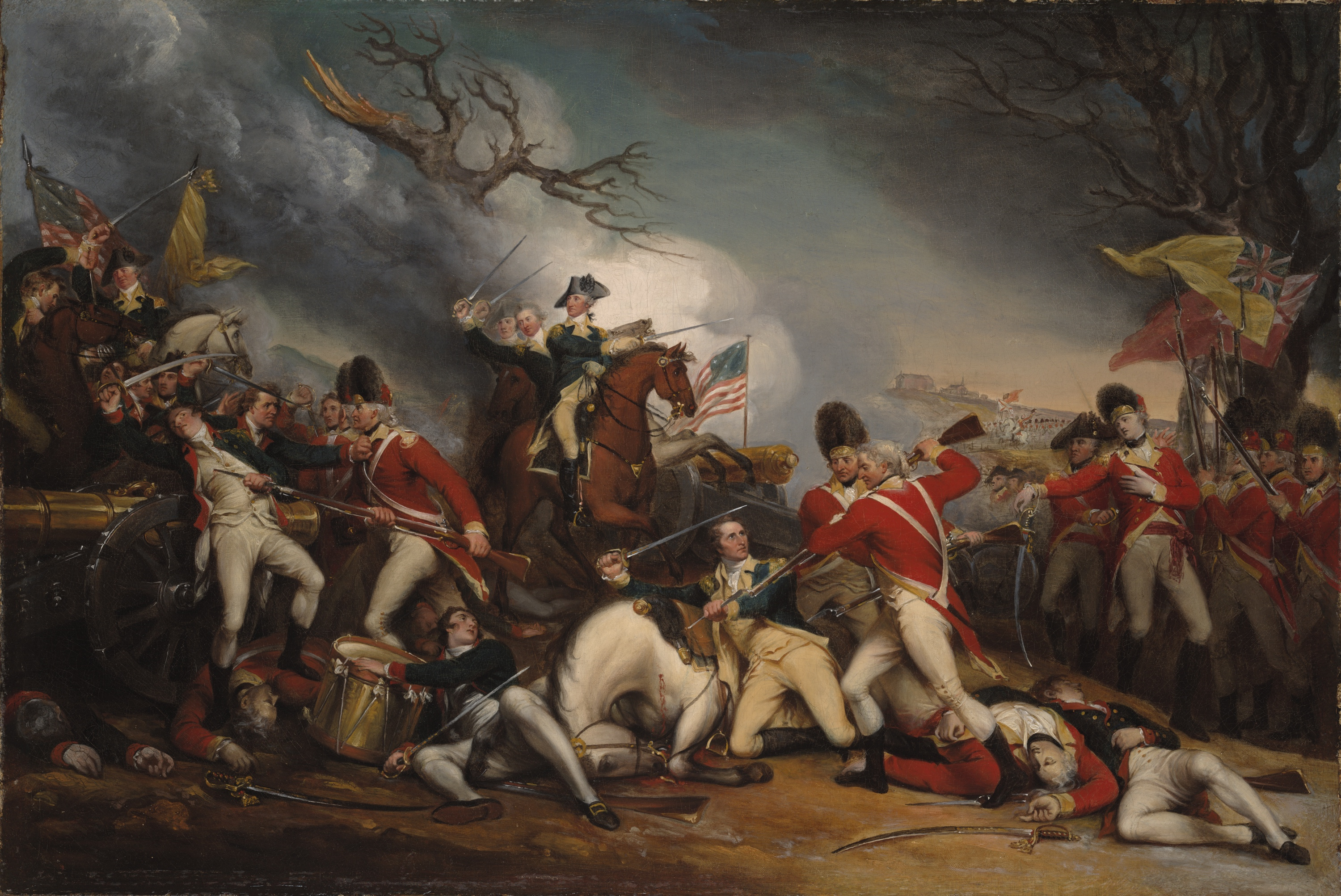
La guerra de Independencia de Estados Unidos cambió la concepción del Imperio británico, lo que se buscaba era mantener el comercio con las antiguas colonias, que ya independientes, podían sufragar sus gastos en defensa y administración.

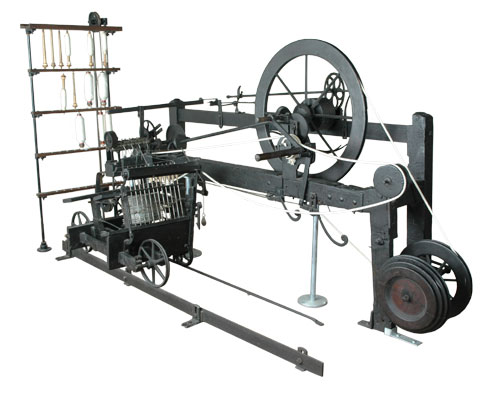
Máquina de hilado. La industria textil junto con la locomotora a vapor, son dos de los elementos característicos de la Revolución industrial, en especial durante la Época victoriana, que fueron clave para que Reino Unido fuera la potencia mundial más importante entre 1815 y 1914.

El antiguo sistema colonial británico comenzó a declinar durante el siglo XVIII. Fue un período de dominación whig en la vida política nacional (1714-1762), el Imperio se convirtió en algo de menor importancia, hasta que un intento de subir los impuestos en las colonias norteamericanas desató la guerra de Independencia y la independencia de las mismas (1776).
A menudo se alude a este período como el del «Primer Imperio británico», indicando el cambio de dirección en la expansión británica, que se dirigió fundamentalmente a las Américas durante los siglos XVII y XVIII, mientras que durante el «Segundo Imperio británico» se centró en Asia y África (a partir del siglo XVIII). La pérdida de los Estados Unidos mostró que poseer colonias no era necesariamente una ventaja en términos económicos, ya que Gran Bretaña podía aún controlar el comercio con sus excolonias sin tener que pagar por su defensa y administración.
El mercantilismo, la doctrina económica que presupone la competición entre naciones por una cantidad de riqueza finita, había caracterizado el primer período de expansión colonial, pero cedió paso al laissez faire económico, el liberalismo de Adam Smith y sus sucesores.
La lección aprendida por el Reino Unido tras la pérdida de Norteamérica —que el comercio puede seguir aportando prosperidad, incluso en ausencia de dominio colonial— contribuyó durante los años cuarenta y cincuenta del siglo XIX a la extensión del modelo de colonia autogobernada, que se concedió a las colonias pobladas por blancos en Canadá y Australasia. Irlanda tuvo un trato diferente, siendo incorporada al Reino Unido de Gran Bretaña e Irlanda en 1801.
En este período, el Reino Unido de Gran Bretaña e Irlanda prohibió el comercio de esclavos (en 1807) y pronto comenzó a forzar a otras naciones a hacer lo mismo. A mediados del siglo XIX, se había conseguido erradicar la esclavitud de la mayor parte del mundo. La esclavitud fue abolida en las colonias británicas en 1834. Esta ley ponía fin al comercio de esclavos en el Reino Unido y sus colonias, pero no a la esclavitud en sí.
Entre el Congreso de Viena de 1815 y la guerra franco-prusiana de 1870, el Reino Unido de Gran Bretaña e Irlanda fue la única potencia industrial del mundo, con más del 30 % de la producción industrial global en 1870. En su papel de «taller del mundo», el Reino Unido de Gran Bretaña e Irlanda podía producir manufacturas de modo tan eficiente y económico que podía vender más barato que los productores locales en los mercados extranjeros. A partir de condiciones políticas estables en ciertos mercados de ultramar, el Reino Unido de Gran Bretaña e Irlanda pudo prosperar gracias al comercio, sin necesidad de recurrir al gobierno formal en su área de influencia.

## El Imperio británico en Asia

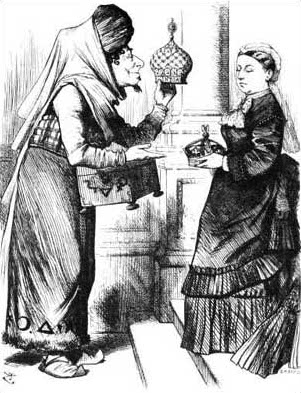
Caricatura política de 1876: Benjamin Disraeli (1804-1881) nombrando emperatriz de la India a la reina Victoria.

La victoria de las fuerzas de la Compañía Británica de las Indias Orientales (British East India Company) en la batalla de Plassey en 1757 abrió la provincia india de Bengala al dominio británico, aunque la posterior hambruna (en 1770) exacerbada por las expropiaciones realizadas por el Gobierno provincial fue controvertida en la metrópoli. El siglo XIX vio como el control de la Compañía se extendía sobre toda la India. En 1842 una fuerza anglo-india de la Compañía sufrió su completa destrucción en la batalla de Gandamak en Afganistán. Tras la rebelión de los cipayos de 1857, los territorios de la Compañía pasaron a estar bajo la administración de la Corona (en 1858). La reina Victoria (1837-1901) fue proclamada emperatriz de la India británica en 1876.
Ceilán (actual Sri Lanka) y Birmania se unieron a la lista de territorios británicos en Asia, que se extendían por el este hasta Malasia y, desde 1841, a Hong Kong tras la primera guerra del Opio en defensa de las exportaciones de opio de la Compañía al Imperio chino.
Los intereses británicos en China comenzaron a finales del siglo XVIII, cuando el Reino Unido se convirtió en un gran importador de té. El comercio del té creó un déficit que los británicos trataron de corregir exportando opio de la India a China, a pesar de la oposición de las autoridades chinas. El conflicto dio lugar a las guerras del Opio, en las que el Reino Unido derrotó en dos ocasiones a China.
Tras las Guerras del Opio, el Reino Unido mantuvo unas complejas relaciones con China. Aunque se anexionó Hong Kong, la mayor parte de su comercio con China se regulaba mediante tratados que permitían el comercio a través de un cierto número de puertos. Como resultado, el Reino Unido estaba interesada en mantener un Estado chino independiente, ya que su destrucción hubiera abierto la posibilidad de ganancias territoriales para otras potencias occidentales.
A la vez, Reino Unido no quería que el Estado chino fuera demasiado fuerte, ya que ello hubiera supuesto que China pudiera cancelar o renegociar sus tratados. Estos intereses explican la aparente contradicción de las actuaciones británicas respecto de China: Reino Unido apoyó a la dinastía Qing durante la Rebelión Taiping, pero al mismo tiempo, mediante una alianza con Francia, se embarcó en la segunda guerra del Opio (1856-1860) contra la corte Qing.

## Ruptura de laPaz Británica

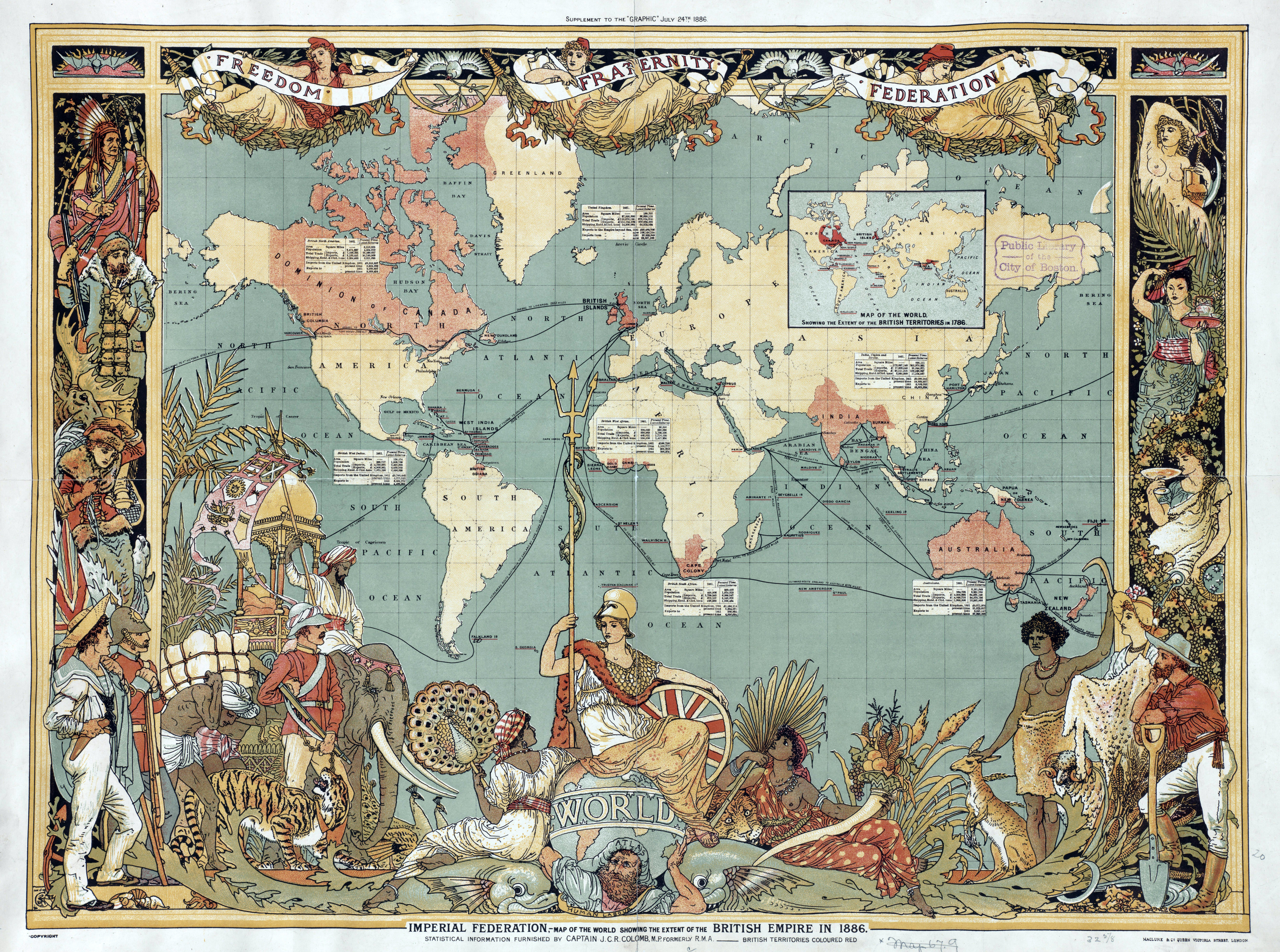
El Imperio británico en 1886, en rosa, que era el color en que se coloreaban los dominios británicos en los mapas.

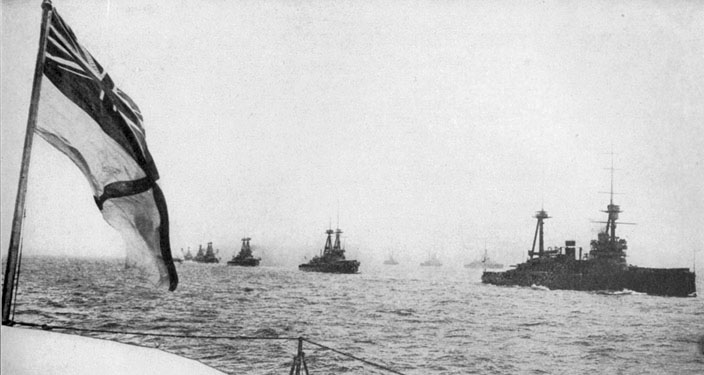
La Marina Real jugó un papel clave en el establecimiento del Imperio británico como superpotencia mundial, el control de todas sus colonias y la posibilidad de adquirir todo tipo de materias en cualquier lugar del mundo. Hasta muy entrado el, fue la armada más poderosa del mundo.

En su condición de primer país industrializado, Reino Unido fue capaz de conseguir materias primas y mercado en la mayor parte del mundo accesible. Esta situación empeoró gradualmente a lo largo del siglo XIX en la medida en la que otras potencias comenzaron a industrializarse y a utilizar la maquinaria del Estado para garantizar sus mercados y fuentes de abastecimiento. En los años setenta del siglo XIX, los fabricantes británicos en los sectores clave de la Revolución Industrial comenzaron a experimentar una competencia real.
La industrialización progresó rápidamente en el Imperio alemán y los Estados Unidos, permitiendo a estos países superar el modelo británico y francés del «viejo» capitalismo. Las industrias alemanas en el sector textil y el del metal habían sobrepasado a las del Reino Unido en 1870 en cuanto a su organización y eficiencia y habían derrotado a los fabricantes británicos en su mercado nacional. Con el cambio de siglo, la industria alemana estaba produciendo para el antiguo «taller del mundo».
Mientras que las exportaciones invisibles (banca, seguros y transporte de mercancías) mantuvieron al Reino Unido a salvo de los números rojos, su porción en el comercio mundial pasó de ser un cuarto del mismo en 1880 a un sexto en 1913. El Reino Unido estaba perdiendo no solo los mercados de los países que se estaban industrializando, sino también la competición por los mercados de terceros países menos desarrollados. Incluso comenzaba a perder su hegemonía en zonas como la India, China, América del Sur y las costas de África.
Las dificultades comerciales del Reino Unido se agudizaron con la «Gran Depresión» de 1873 a 1896, un período prolongado de deflación, acentuado por las continuas quiebras de negocios que añadieron presión para que los Gobiernos favorecieran la industria nacional, lo que condujo al masivo abandono del libre comercio entre las potencias europeas (en Alemania desde 1879 y en Francia desde 1881).
La limitación tanto de los mercados nacionales como de las exportaciones que se produjo como resultado hizo que los Gobiernos y los sectores económicos, tanto de Europa como de los Estados Unidos, vieran la solución en mercados de ultramar protegidos que actuaran unidos al mercado nacional, defendido por aranceles y barreras aduaneras: las colonias ofrecerían un mercado para las exportaciones, a la vez que proveerían a la metrópoli de materias primas baratas. Aunque adherida al libre comercio hasta 1932, Reino Unido se unió al nuevo ímpetu por un renovado imperio formal, lo cual era preferible a permitir que sus áreas de influencia fueran tomadas por el comercio de las potencias rivales.

## Reino Unido y el nuevo imperialismo

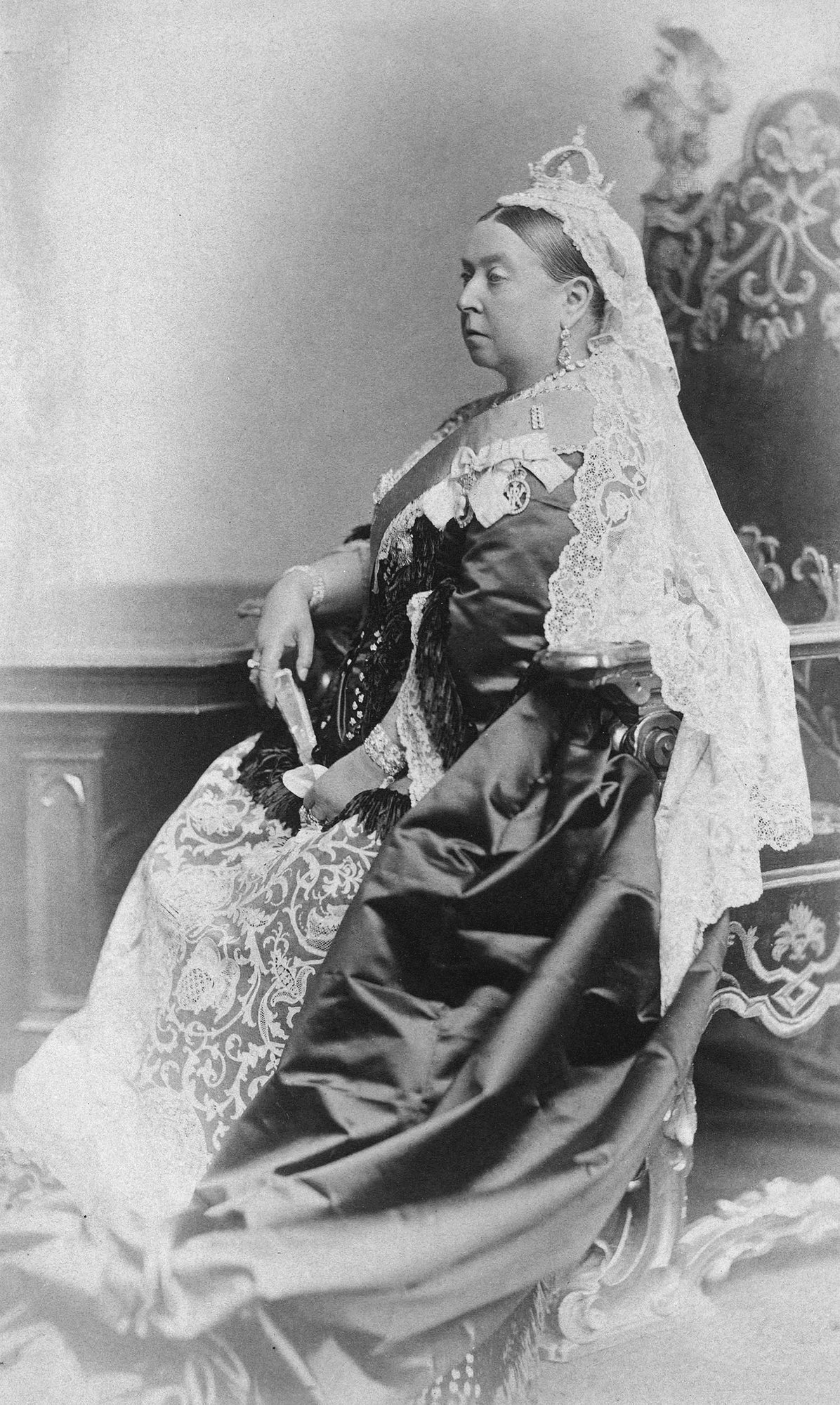
La reina Victoria, que reinó entre 1837 y 1901. La época victoriana de la historia del Reino Unido marcó la cúspide de su Revolución Industrial y del Imperio británico. Una cuarta parte de la población mundial eran súbditos suyos y una quinta parte de las tierras emergidas eran de su posesión.

La política e ideología de la expansión colonial europea entre 1870 y el comienzo de la Primera Guerra Mundial en 1914 se denominan a menudo como el «nuevo imperialismo». El período se caracteriza por una búsqueda sin precedentes de «el imperio por el imperio», una competencia agresiva entre las potencias para conseguir territorios de ultramar y la aparición en los países conquistadores de doctrinas que justifican la presunta superioridad racial y que niegan la aptitud de los pueblos subyugados para gobernarse por sí mismos.
Durante este período, las potencias europeas sumaron casi 23 000 000 km² a sus posesiones coloniales. Dado que antes de 1880 estaba prácticamente desocupada por las potencias occidentales, África se convirtió en el principal objetivo de la «nueva» expansión imperialista, aunque esta conquista afectó igualmente a otras áreas; en especial el Sudeste Asiático y el Pacífico, donde los Estados Unidos y Imperio del Japón se unieron a las potencias europeas en su lucha por territorios.
La entrada del Reino Unido en la nueva era imperial se fecha a menudo en 1875, año en que el Gobierno conservador de Benjamin Disraeli compró al endeudado gobernante de Egipto, Ismail Pasha, su parte en el canal de Suez para asegurarse el control de esta vía estratégica, un canal para el tráfico entre Reino Unido y la India desde su apertura seis años antes, bajo el emperador Napoleón III. El control financiero conjunto de Reino Unido y Francia sobre Egipto acabó en la ocupación británica del país en 1882 tras la guerra anglo-egipcia.

## Reino Unido y África

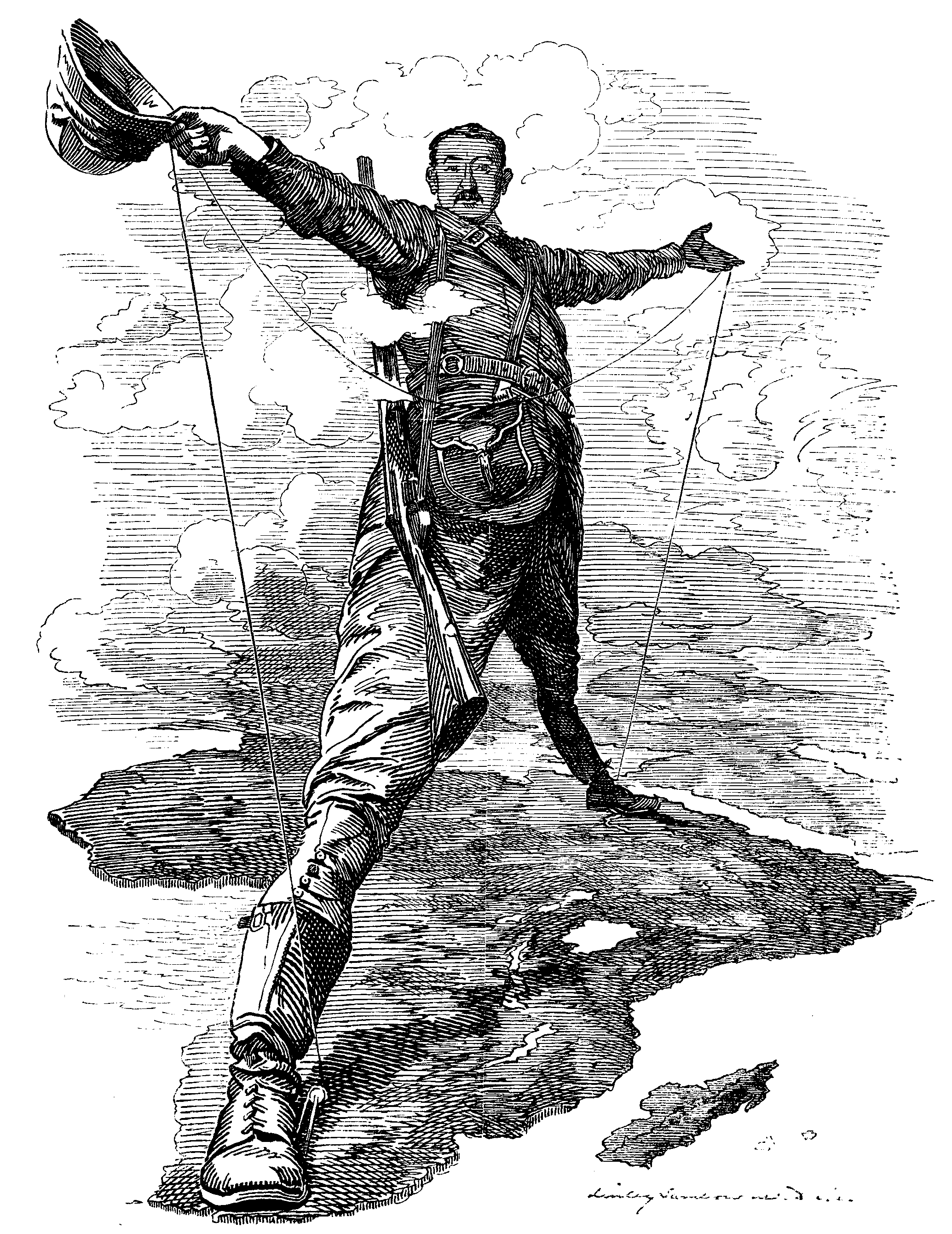
El coloso de Rhodes, icónica imagen del político británico Cecil Rhodes abarcando desde «El Cabo a El Cairo».

Durante las guerras napoleónicas las islas Seychelles cambiaron de manos en diversas ocasiones. El Reino Unido de Gran Bretaña e Irlanda controló las islas entre 1794 y 1811, para convertirse definitivamente en posesión británica tras el Tratado de París de 1814. La colonia de las Seychelles fue una dependencia de Mauricio hasta 1903.
En 1810, durante las guerras napoleónicas y a pesar de la derrota naval británica de la batalla de Grand-Port cerca de la Isla de Francia (actual Mauricio) contra los franceses, éstos fueron derrotados por los británicos al norte de la isla, en Cabo Malheureux, un mes después. Los británicos invaden la isla de Mauricio el 3 de diciembre de 1810 y el 6 de diciembre de 1810, Mauricio capituló ante el vicealmirante Albemarle Bertie. Ello significó la pérdida de la posesión a favor de los británicos y la posterior reversión de la isla a su nombre antiguo.
En 1875 las dos posesiones europeas más importantes en África eran Argelia y la Colonia del Cabo. En 1914 tan solo el Imperio etíope y la República de Liberia permanecían fuera del control europeo. La transición entre un «imperio informal», que controlaba a través de la dominación económica, y el control directo supuso una lucha por el territorio entre las potencias europeas.
La actividad francesa, belga y portuguesa en la zona del río Congo amenazaba con debilitar la ordenada colonización del África tropical. La Conferencia de Berlín de 1884 a 1885 pretendía regular la competición entre las potencias, definiendo la «ocupación efectiva» como el criterio para el reconocimiento internacional de las reivindicaciones territoriales, una fórmula que precisó del recurso habitual a la violencia contra los Estados y pueblos indígenas.
La ocupación de Egipto por parte del Reino Unido en 1882 (a raíz de los intereses en el canal de Suez) contribuyó a un aumento de la preocupación respecto del control del valle del Nilo, que condujo a la conquista del vecino Sudán en 1896 a 1898 y al enfrentamiento con fuerzas expedicionarias francesas en Fachoda en septiembre de 1898.
En 1899 Reino Unido se lanzó a completar la conquista de Sudáfrica, que había comenzado con la anexión en 1795 de El Cabo, a través de la invasión de las repúblicas afrikáneres en la región productora de oro del Transvaal y del vecino Estado Libre de Orange. La Compañía Británica de Sudáfrica ya había tomado las tierras al norte, rebautizándolas como Rodesia en homenaje a su jefe, el magnate del Cabo Cecil Rhodes. Las críticas por estas anexiones condujeron al «espléndido aislamiento» del Reino Unido.
Las conquistas británicas en el África meridional y oriental, lanzaron a Rhodes y a Alfred Milner, el alto comisionado británico en Sudáfrica, a solicitar con urgencia un Imperio unido por ferrocarril «desde el Cabo hasta El Cairo», que uniría el estratégicamente importante canal de Suez con el sur, rico en minerales, aunque la ocupación alemana de Tanganica evitó su realización hasta el final de la Primera Guerra Mundial.
En 1903, el sistema de telégrafo ya comunicaba las partes más importantes del Imperio.
Paradójicamente, Reino Unido, acérrima defensora del libre comercio, emergió en 1914 no solo con el mayor imperio de ultramar gracias a su larga presencia en la India, sino como vencedora en la lucha por África, dada su ventajosa posición al comienzo de la misma. Entre 1885 y 1914 Reino Unido tomó aproximadamente al 30 % de la población africana bajo su control, comparado con el 21 % de Francia, el 9 % de Alemania, el 7 % de Bélgica o el 1 % de Italia: solo Nigeria contribuía con 15 millones de súbditos, más que todo el África Occidental Francesa o todo el Imperio colonial de Alemania.

## Autonomía en las colonias

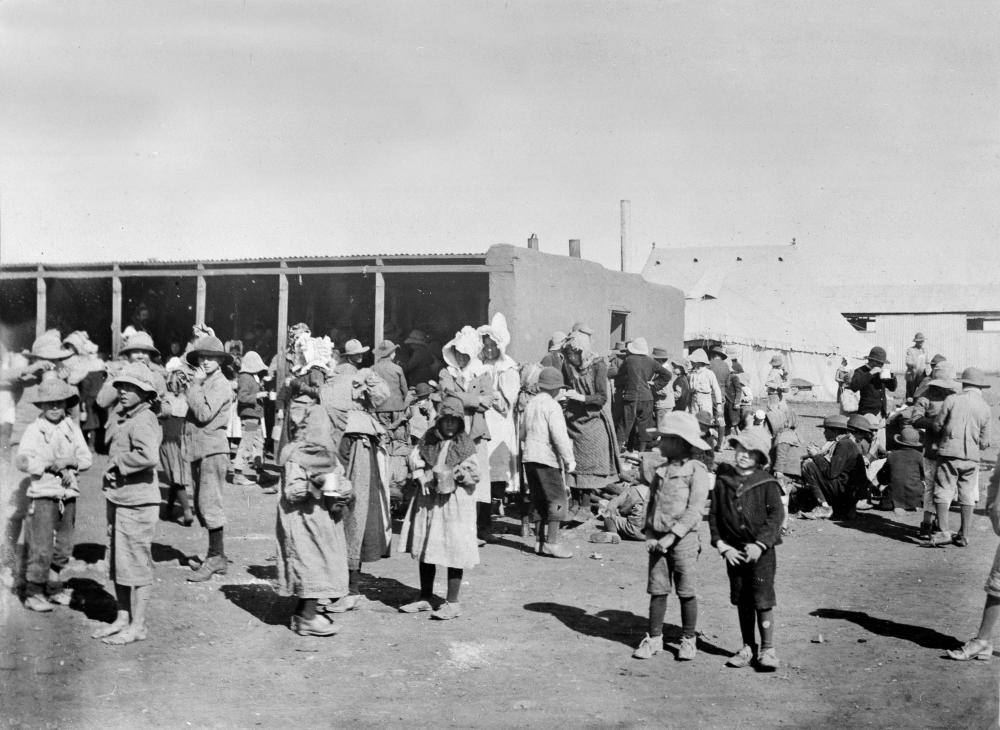
Mujeres y niños Bóers deportados a un campo de concentración británico hacia 1900, durante las Guerras de los Bóer, en la actual Sudáfrica.

El Imperio británico comenzó su transformación hacia lo que hoy en día es la Commonwealth con la extensión del estatus de Dominio a las colonias con autogobierno del Dominio de Terranova (1855), Canadá (1867), Australia (1901), Nueva Zelanda (1907), y la recién creada Unión de Sudáfrica (1910). Los dirigentes de los nuevos estados se reunían con los estadistas británicos en cumbres periódicas llamadas Conferencias Coloniales (y desde 1907, Conferencias Imperiales), la primera de las cuales se mantuvo en Londres en 1887.
Las relaciones exteriores de los dominios las dirigía aún el Foreign Office del Reino Unido: Canadá creó un Departamento de Asuntos Exteriores en 1909, pero las relaciones diplomáticas con otros gobiernos se seguían llevando desde Londres. La declaración de guerra por parte del Reino Unido de Gran Bretaña e Irlanda en la Primera Guerra Mundial afectó a todos los dominios.

Esta bandera del Imperio británico de 1910 fue un esfuerzo por representar mejor a los dominios y su creciente estatus.

Los dominios poseían un gran margen de maniobra a la hora de elaborar sus políticas hacia el exterior, siempre que ésta no entrara directamente en conflicto con los intereses del Reino Unido: El gobierno del Partido Liberal de Canadá negoció un acuerdo bilateral de libre comercio con los Estados Unidos en 1911.
En asuntos de defensa, la concepción original que entendía los dominios como parte integrante de la estructura militar y naval de un solo Imperio acabó por ser insostenible en la medida en que el Reino Unido se comprometía en Europa y ante el reto de una emergente flota alemana desde 1900. En 1909 se decidió que los dominios tuvieran sus propias armadas.

## El impacto de la Primera Guerra Mundial

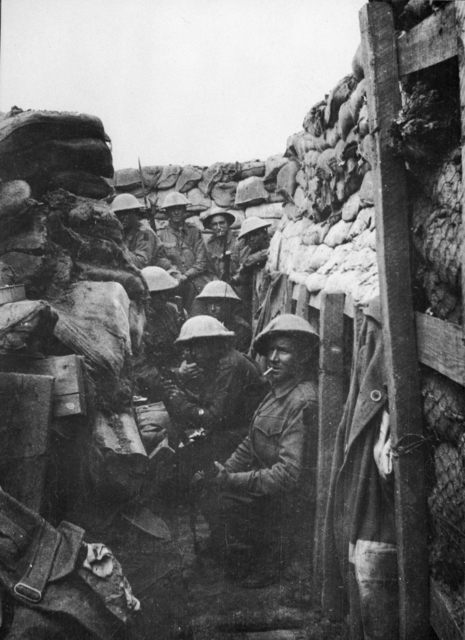
Soldados de la 5.ª División australiana esperando a atacar durante la batalla de Fromelles el 19 de julio de 1916, durante la Primera Guerra Mundial.

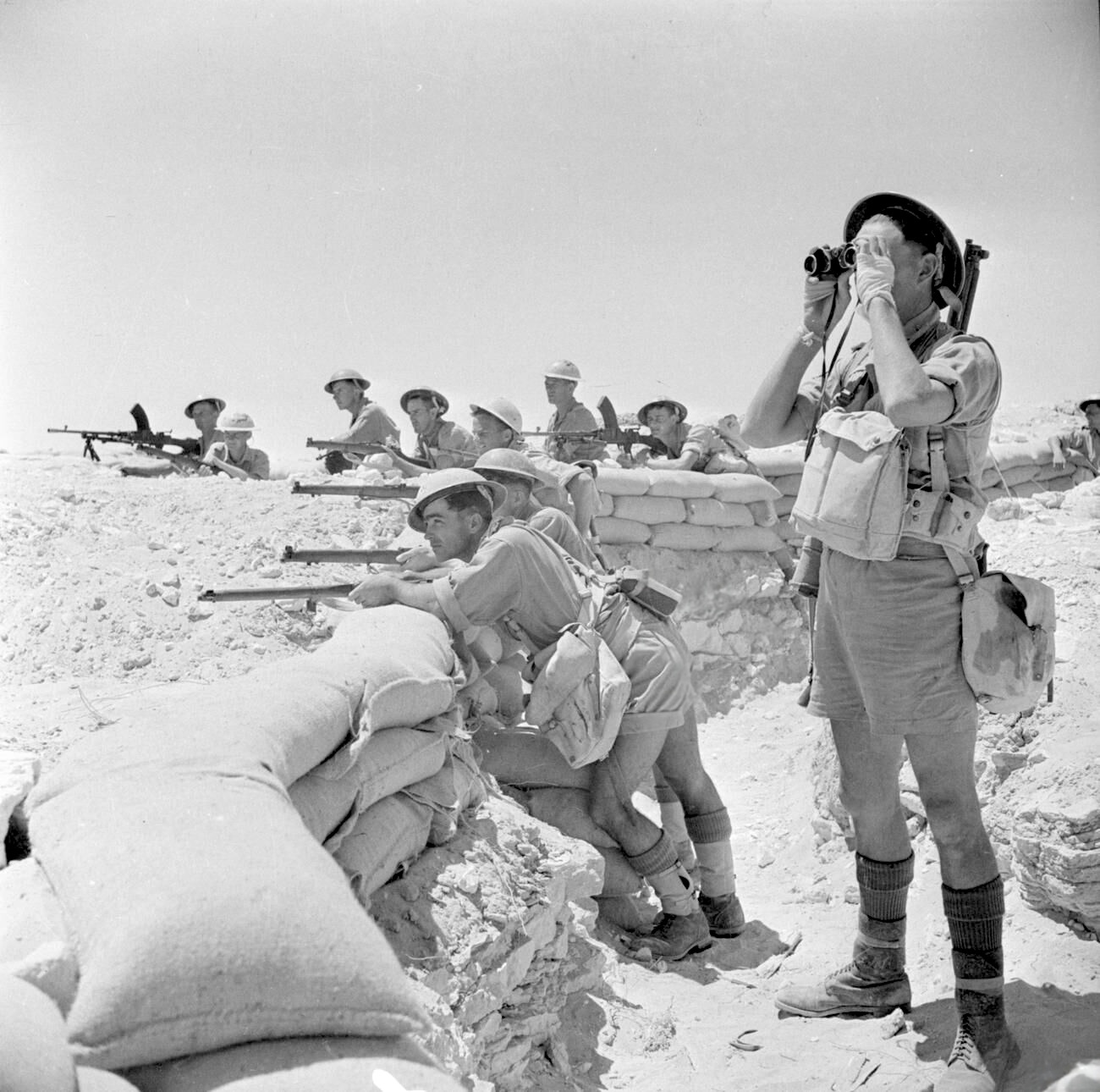
Soldados británicos luchando en el norte de África en El Alamein en 1942, durante la Segunda Guerra Mundial.

Tras la Primera Guerra Mundial el Imperio británico vio su período de máxima extensión, ya que Reino Unido obtuvo el control de Palestina y Mesopotamia a través del mecanismo del mandato de la Sociedad de Naciones, tras la caída del Imperio otomano en el Oriente Próximo, así como las antiguas colonias alemanas: Camerún, Togolandia, África Oriental Alemana (Tanganica, Ruanda y Burundi), África del Sudoeste (actual Namibia) y Nueva Guinea Alemana (las dos últimas quedaron bajo control de la Unión Sudafricana y Australia, respectivamente). Las zonas ocupadas por el Reino Unido del Imperio alemán (Camerún británico, Togolandia británica y Tanganica) tras la guerra no fueron consideradas parte del Imperio.
Aunque el Reino Unido emergió como uno de los vencedores de la guerra y su dominio se extendió a nuevas áreas, los elevados costes de la guerra minaron su capacidad financiera para mantener aquel vasto imperio. Los británicos habían sufrido miles de bajas y liquidado sus recursos financieros a un ritmo alarmante, que condujo al aumento de la deuda. El sentimiento nacionalista creció tanto en las colonias nuevas como en las antiguas, alimentado por el orgullo derivado de la participación en el conflicto de muchos de aquellos súbditos, como tropas imperiales.
Durante los años veinte, el estatus de dominio se transformó notablemente. Aunque los dominios no tuvieron voz en la declaración formal de guerra en 1914, todos ellos fueron incluidos por separado entre los firmantes del tratado de paz de Versalles en 1919, que había sido negociado por una delegación del Imperio encabezada por el Reino Unido de Gran Bretaña e Irlanda. En 1922 los reparos por parte de los dominios para apoyar la acción militar británica contra Turquía influyeron en la decisión de buscar un compromiso.
La independencia de los dominios se formalizó en 1926 mediante la Declaración Balfour y el Estatuto de Westminster de 1931: de entonces en adelante, cada dominio era igual en estatus a la misma metrópoli, libre de interferencias legislativas provenientes del Reino Unido y autónomo en sus relaciones internacionales.
Canadá fue pionera, convirtiéndose en el primer dominio que concluyó de modo totalmente independiente un tratado internacional (1923). La primera representación diplomática permanente de Canadá en un país extranjero se abrió en Washington en 1927: Australia le siguió en 1940. 
El Estado Libre de Irlanda acordó el estatus de dominio en 1922 tras una amarga guerra contra el Reino Unido, aunque anuló su relación constitucional con la corona en 1937 (cambiando su nombre por el de Éire), convirtiéndose en la República de Irlanda fuera de la Commonwealth desde 1949. Egipto, formalmente independiente desde 1922 pero vinculado al Reino Unido por tratado hasta 1936 y bajo ocupación militar parcial hasta 1956 (por el Tratado Anglo-Egipcio de 1936: ocupación militar del canal de Suez, base naval de la "Mediterranean Fleet" en Alejandría, base militar en El Cairo, condominio sobre Sudán y promesa de ayuda de Egipto al Imperio en caso de guerra) mantuvo una estrecha vinculación al Imperio. Irak, que se convirtió en Protectorado Británico en 1922, alcanzó la independencia en 1932 como Reino de Irak, aunque quedó bajo tutela (Tratado Anglo-Iraquí de 1930) hasta la caída de la monarquía en 1958 gracias al mantenimiento de ciertas bases militares británicas en su territorio y a los acuerdos de colaboración militar y petrolera.

## Descolonización

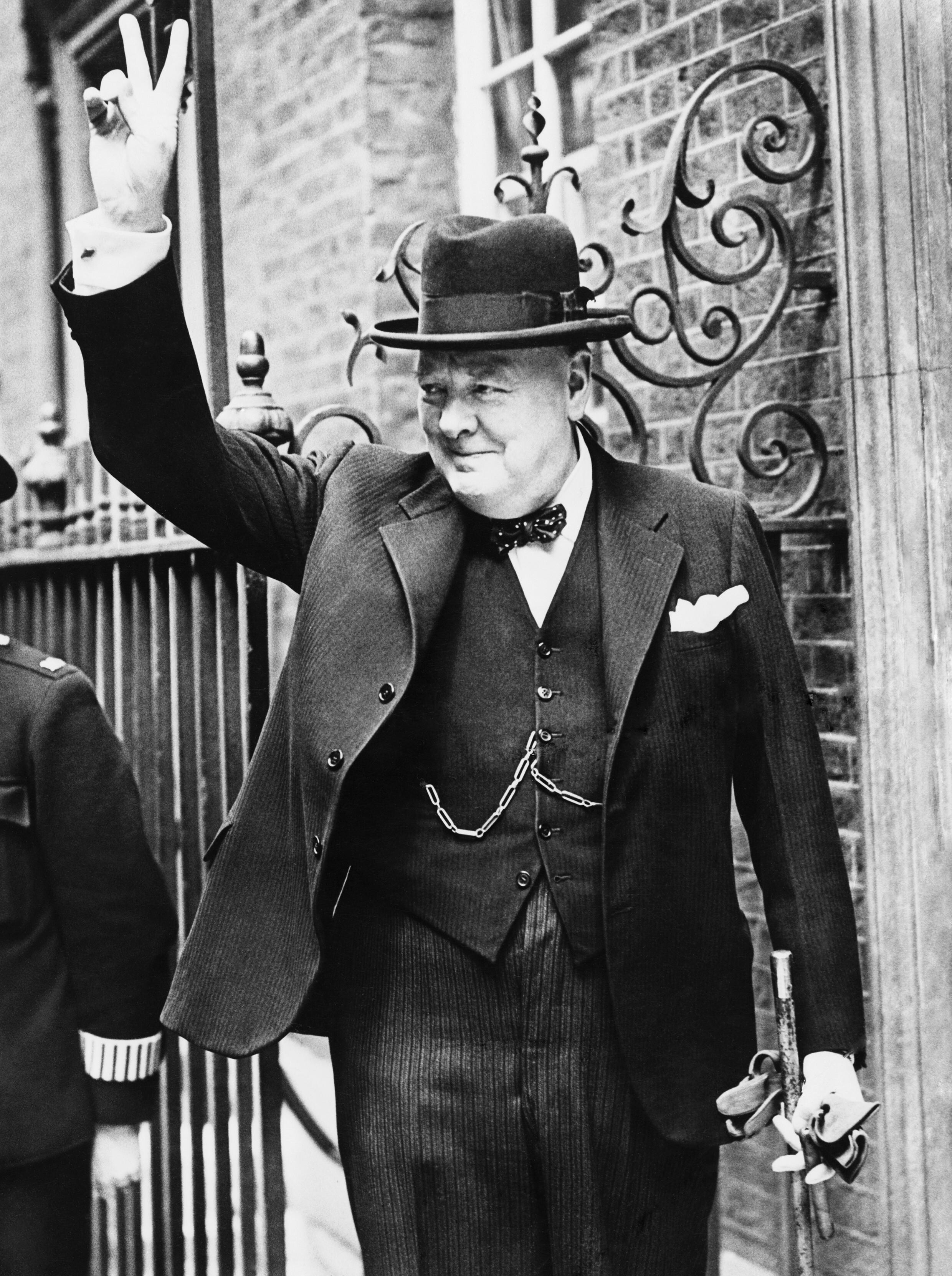
Winston Churchill en 1943. Su firme negativa a aceptar la derrota, la rendición o un acuerdo de paz con Hitler ayudó a inspirar la resistencia británica, en especial durante los difíciles primeros años de la guerra, cuando el Reino Unido se quedó solo en su firme oposición a la Alemania nazi. Se destacó por sus discursos y programas de radio que ayudaron a inspirar al pueblo británico, al que lideró como primer ministro hasta que fue segura la victoria de los Aliados sobre las Potencias del Eje.

### Resumen
Aunque Reino Unido y su imperio salieron victoriosos de la Segunda Guerra Mundial, los efectos del conflicto fueron profundos, tanto en el país como en el extranjero. Gran parte de Europa, un continente que había dominado el mundo durante varios siglos, estaba en ruinas y albergaba a los ejércitos de los Estados Unidos y la Unión Soviética, que ahora mantenían el equilibrio del poder global. Reino Unido quedó prácticamente en bancarrota, con la insolvencia solo evitada en 1946 después de la negociación de un préstamo de US $ 4,33 mil millones de los Estados Unidos, cuya última cuota se pagó en 2006. Al mismo tiempo, los movimientos anticoloniales estaban en aumento en las colonias de las naciones europeas. La situación se complicó aún más por la aparición de la Guerra fría, una rivalidad entre los Estados Unidos y la Unión Soviética. En principio, ambas naciones se oponían al colonialismo europeo. En la práctica, sin embargo, el anticomunismo estadounidense prevaleció sobre el antiimperialismo y, por lo tanto, Estados Unidos apoyó la existencia del Imperio británico para mantener la expansión comunista bajo control. El "viento del cambio" en última instancia significaba que los días del Imperio británico estaban contados, y en general, Reino Unido adoptó una política de retirada pacífica de sus colonias una vez que se establecieron gobiernos no comunistas estables para asumir el poder. Esto contrastaba con otras potencias europeas como Francia y Portugal que libraron guerras costosas y finalmente infructuosas para mantener intactos sus imperios. Entre 1945 y 1965, el número de personas bajo el dominio británico fuera del Reino Unido disminuyó de 700 millones a cinco millones, de los cuales tres millones estaban en Hong Kong.

### Evolución de la descolonización del imperio británico
El crecimiento de los movimientos nacionalistas anticolonialistas en los territorios súbditos durante la primera mitad del siglo XX desafió a una potencia imperial, que cada vez tenía que preocuparse más por asuntos más cercanos, en especial tras la Segunda Guerra Mundial. Aprovechando esta oportunidad, primero la India, y tras ella otros territorios de Asia y de África reclamaron convertirse en estados independientes. Tras algunos intentos desastrosos de evitarlo, El Reino Unido de Gran Bretaña e Irlanda del Norte tuvo que aceptar la nueva situación que condujo al antiguo imperio a convertirse en lo que hoy en día es la Commonwealth.
El final del imperio se unió a los problemas económicos que el Reino Unido tuvo que afrontar tras el fin de la Segunda Guerra Mundial. La crisis económica de 1947 obligó al gobierno laborista de Clement Attlee a abandonar el puesto de primera potencia mundial y a aceptar la preponderancia estratégica de los Estados Unidos. Reino Unido se embarcó en un tortuoso realineamiento con Europa Occidental que permanece a la espera de una solución definitiva.
La declaración de hostilidades contra Alemania en septiembre de 1939 no comprometía a más dominios que a Australia, que aún no había adoptado legalmente el Estatuto de Westminster. Los otros dominios declararon la guerra de modo independiente, excepto Eire, que había negociado la retirada de las fuerzas británicas de su territorio el año anterior y que prefirió ser neutral durante la guerra.
La Segunda Guerra Mundial debilitó el ya débil liderazgo financiero y comercial del Reino Unido, acentuando la importancia de los dominios y de los Estados Unidos como fuente de asistencia militar. El primer ministro australiano, John Curtin, tomó la decisión sin precedentes en 1942 de retirar las tropas australianas que defendían Birmania demostrando que no se podía esperar que los gobiernos de los dominios actuaran en defensa de la metrópoli y no de sus propios intereses nacionales.
Tras la guerra, Australia y Nueva Zelanda se unieron a los Estados Unidos a través del tratado regional de seguridad (ANZUS), en 1951. El Reino Unido de Gran Bretaña e Irlanda del Norte buscaba desde 1961 lo que consiguió en 1973, unirse a la Comunidad Europea, lo que debilitó los vínculos comerciales con los dominios en lo referente a su acceso privilegiado al mercado británico.

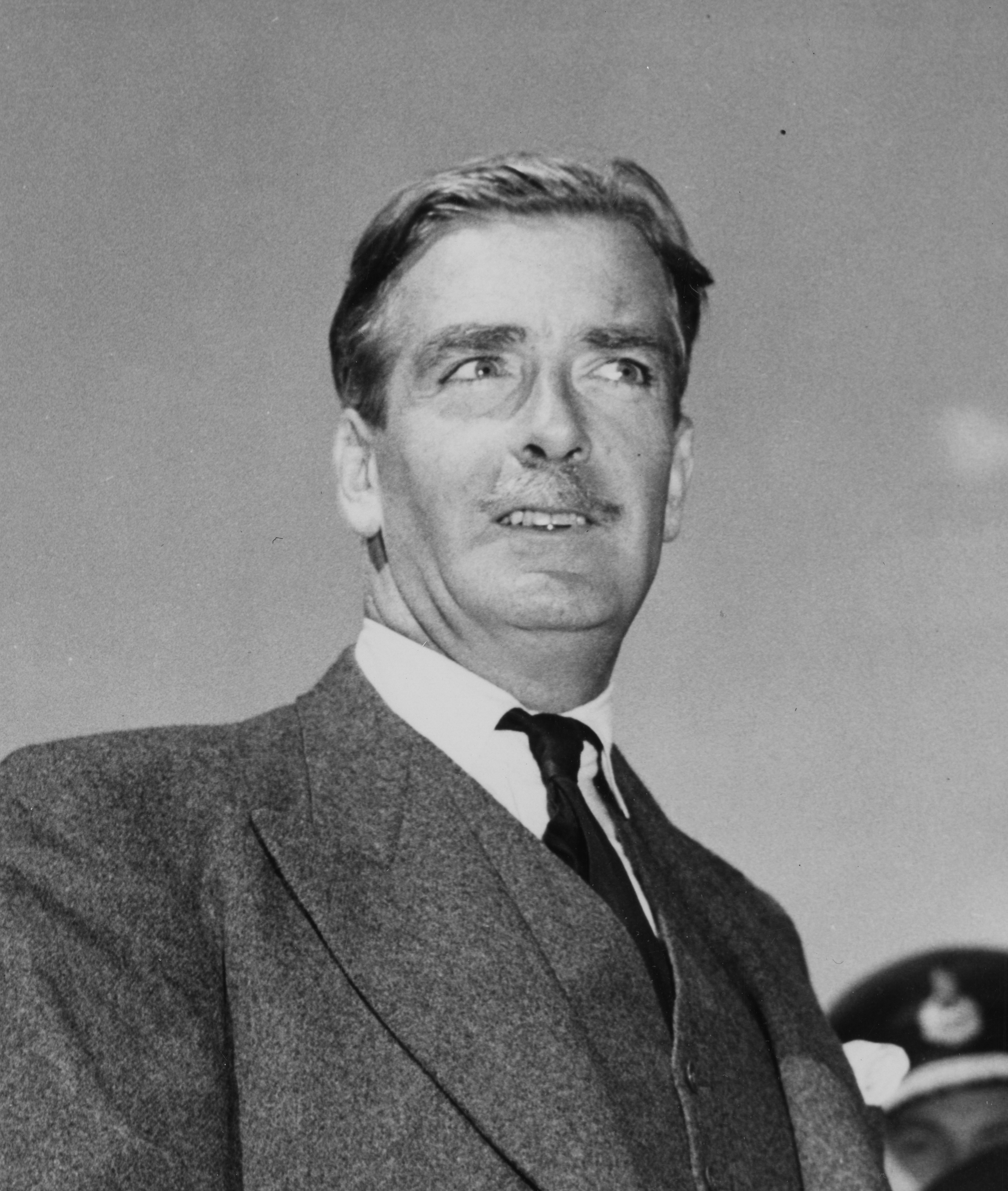
La decisión del primer ministro británico Anthony Eden de invadir Egipto durante la Crisis de Suez acabó con su carrera política y puso de manifiesto la debilidad británica como potencia imperial y la consolidación de su decadencia iniciada en la posguerra. Tras la Segunda Guerra Mundial y durante la Guerra Fría solo habría dos superpotencias mundiales: EE. UU. y la URSS. En pocas décadas el Imperio británico perdió la inmensa mayoría de sus colonias.

En el Caribe, África, Asia y el Pacífico, la descolonización durante la posguerra se efectuó con prisa, dado el crecimiento de los cada vez más poderosos movimientos nacionalistas. Reino Unido rara vez luchó para retener algún territorio. Las limitaciones del Reino Unido se mostraron de modo humillante durante la Crisis de Suez de 1956 en la que los Estados Unidos se opusieron a la intervención anglo-francesa en Egipto; puesto que aquella aventura podía poner en riesgo los intereses estadounidenses en el Próximo Oriente.
Después de la Segunda Guerra Mundial la continuidad del dominio inglés sobre la India era muy difícil social y económicamente, como es el caso de la gran hambruna de Bengala entre 1943 y 1944 o la gran inflación que acentuó las desigualdades sociales, empobreciendo a los asalariados y enriqueciendo a los propietarios agrícolas e industriales. Todo este malestar social hizo estallar en 1946 huelgas, movimientos populares, motines y una gran revuelta campesina promovida por el Partido Comunista. Esta situación de crisis llevó a Gran Bretaña a ejercer la política de abandono pero se toparon con el problema de hacer efectiva la emancipación puesto que habían promovido políticas de fomento de la división de los nativos para ejercer un dominio con mayor facilidad causando que hindúes, musulmanes y sijs no llegaran a un acuerdo. En marzo de 1947 Attlee nombró a Mountbatten virrey en la India con objetivo de formalizar la independencia en junio de 1948. Como los enfrentamientos no cesaban y cada vez eran mayores para evitar una posible guerra civil se tomó la decisión de acelerar el proceso y con plena aprobación del parlamento británico y con la aceptación de musulmanes, hindúes y sijs, Mountbatten anunció que entregaría el poder 10 meses antes de lo previsto, el 15 de agosto de 1947. 
Se obligó a integrarse en una de las dos entidades creadas, la India o el Pakistán islámico. Puesto que un acuerdo entre ambos bandos era imposible, se eligió al abogado inglés Cyril Radcliffe como figura neutral con el objetivo de establecer fronteras valiéndose de mapas, antiguos censos y datos religiosos para determinar el origen de los territorios puesto que no conocía el lugar. El 9 de agosto el trazado de la frontera ya era definitivo pero no se hizo público hasta después del 15 de agosto (dos días más tarde de proclamar la independencia de la India) puesto que los británicos no querían asumir las responsabilidades de los disturbios que el reparto iba a causar. Tras varios enfrentamientos, la primera guerra entre la India y Pakistán entre 1947 y 1948 llevó al Consejo de Seguridad de la ONU a tomar la decisión de dividir el territorio entre la India y Pakistán, conflicto que sigue estando vigente.
Birmania obtuvo la independencia en 1948 fuera de la Commonwealth, Ceilán (1948) y Malasia 1957 dentro de la misma. El mandato Británico en Palestina concluyó en 1948 con la retirada de las tropas y una guerra abierta entre la población árabe y la población judía del territorio. Además con la proclamación de los estados de Israel y Jordania. En el Mediterráneo, la guerrilla chipriota promovida por partidarios de la unión con Grecia concluyó en 1960 con un Chipre independiente.
También en el Mediterráneo: Malta que fue británica desde 1814 por el Tratado de París, obtiene su independencia el 21 de septiembre de 1964. Según la Constitución de 1964, Malta mantuvo como soberana a la reina Isabel II con un gobernador general ejerciendo la autoridad ejecutiva en su nombre. Pero el 13 de diciembre de 1974, Malta se transformó en una república dentro de la Commonwealth, con un Presidente como jefe de Estado.
El final del Imperio británico en África llegó con una rapidez excepcional, a menudo dejando a los nuevos estados en una mala situación para abordar los retos que planteaba la soberanía: La independencia de Ghana en (1957) tras diez años de lucha política, fue seguida por la de Nigeria (1960), Sierra Leona y Tanganyika (1961), Uganda (1962), Kenia y Zanzíbar (1963), Gambia (1965), Botsuana (antigua Bechuanalandia) y Lesoto (antigua Basutolandia) (1966), Mauricio (1968), Suazilandia (1968) y Seychelles (1976).
A la retirada británica del sur y del este de África la complicaba la situación de los pobladores blancos de las regiones: El levantamiento Mau Mau en Kenia ya había mostrado las posibilidades de conflicto, en un contexto en el que los blancos eran terratenientes reluctantes a las reformas democráticas. El gobierno minoritario de los blancos en Sudáfrica continuó siendo un quebradero de cabeza para la Commonwealth hasta el final del sistema de apartheid en 1994.
Aunque la Federación de Rodesia y Nyasalandia, dominada por los blancos, concluyó con la independencia de Malaui (antigua Nyasaland) y Zambia (antigua Rodesia del Norte) en 1964, la minoría blanca de Rodesia del Sur, (una colonia autogobernada desde 1923) declaró su independencia como la República de Rodesia. El apoyo del gobierno de Sudáfrica mantuvo el régimen hasta 1979, año en el que se alcanzó un acuerdo, basado en la voluntad de la mayoría, del que surgió un estado independiente Zimbabue.
La mayor parte de los territorios británicos en el Caribe optó por una independencia por separado, tras el fracaso de la Federación de las Indias Occidentales (1958-1962): a Jamaica y Trinidad y Tobago (1962) las siguió Barbados (1966) y las islas más pequeñas del Caribe oriental alcanzaron la independencia en los años setenta y ochenta. Al final de la cesión por 99 años de los Nuevos Territorios, todo Hong Kong fue devuelto a China en 1997.
Actualmente existe un movimiento conocido como "CANZUK" que espera traer al Imperio británico con un nuevo nombre (sin embargo, muchos no estarán de acuerdo en que este sea su propósito).

## Territorios

### En 1921

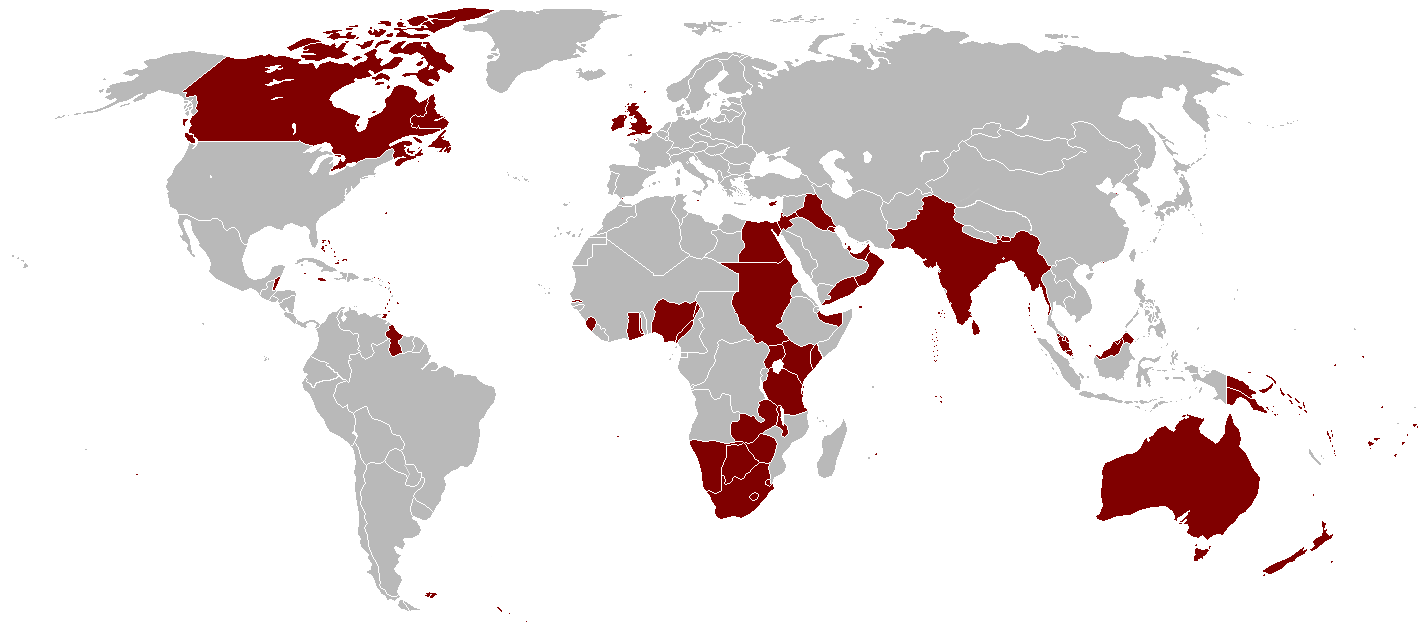
Imperio británico en 1921, en el momento de su máxima expansión territorial. Al año siguiente Irlanda obtuvo su independencia. El imperio colonial se desmoronaría en unas pocas décadas al acabar la Segunda Guerra Mundial.

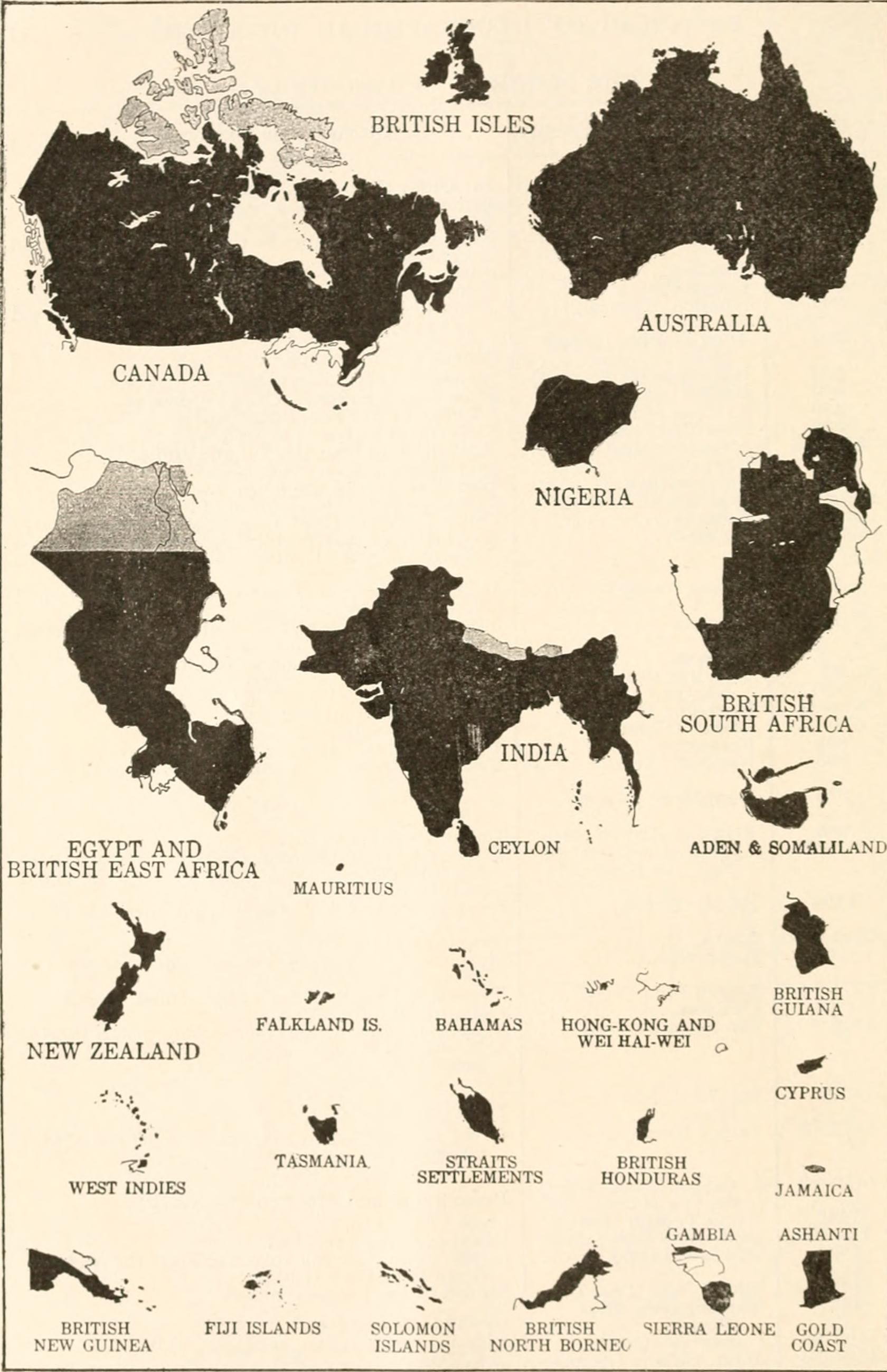
Territorios del Imperio en 1917.

En el año 1921, el Imperio británico constaba de los siguientes territorios:

#### África
- África del Sudoeste, parte de la Unión Sudafricana (actual Namibia)
- Ascensión (Santa Elena, Ascensión y Tristán de Acuña)
- Bechuanalandia (actual Botsuana)
- Basutolandia (actual Lesoto)
- Togolandia británica (parte de la actual Ghana)
- Camerún británico (Parte del actual Camerún y parte de la actual Nigeria)
- Costa de Oro (actual Ghana)
- Egipto británico (pasó a Reino de Egipto, actual Egipto y la franja de Gaza)
- Gambia
- Kenia
- Mauricio
- Nigeria
- Nyasalandia (actual Malaui)
- Santa Elena (Santa Elena, Ascensión y Tristán de Acuña)
- Sierra Leona
- Somalilandia británica (parte de la actual Somalia)
- Rodesia del Norte (actual Zambia)
- Rodesia del Sur (actual Zimbabue)
- Suazilandia
- Seychelles
- Sudán Anglo-Egipcio (Sudán, dividido actualmente en Sudán y Sudán del Sur)
- Tanganika y Zanzíbar (actual Tanzania)
- Tristán de Acuña (Santa Elena, Ascensión y Tristán de Acuña)
- Protectorado de Uganda (actual Uganda)
- Unión Sudafricana (Sudáfrica)

#### América y el Atlántico norte
- Guayana británica (actual Guyana)
- Honduras británica (actual Belice)
- Canadá
- Islas Malvinas (reclamadas por Argentina)
- Dominio de Terranova (actualmente Terranova y Labrador en Canadá)
- Indias Occidentales:
  - Anguila
  - Antigua y Barbuda
  - Bahamas
  - Barbados
  - Bermudas
  - Islas Vírgenes Británicas
  - Islas Caimán
  - Dominica
  - Granada
  - Jamaica
  - Montserrat
  - San Cristóbal y Nieves
  - Santa Lucía
  - San Vicente y las Granadinas
  - Trinidad y Tobago
  - Islas Turcas y Caicos
- Islas Georgias del Sur (reclamadas por Argentina)
- Islas Sandwich del Sur (reclamadas por Argentina)

#### Asia
- Birmania británica (actual Birmania)
- Ceilán (actual Sri Lanka)
- Colonias del Estrecho (actual Singapur y partes de Malasia)
- Concesiones en Tianjín (actual Tianjin en China)
- Estados de la Tregua (actuales Emiratos Árabes Unidos, Catar y Baréin)
- Hong Kong británico (actual Hong Kong de China)
- India británica (actuales India, Pakistán y Bangladés)
- Kuwait
- Maldivas
- Mandato británico de Mesopotamia (Reino de Irak, actual Irak)
- Mandato británico de Palestina (actuales Israel y Palestina)
- Reino de Afganistán
- Borneo Septentrional (hoy día parte de Malasia)
- Omán
- Sarawak (hoy día parte de Malasia)
- Transjordania (actual Jordania)
- Unión Malaya (mayor parte de la actual Malasia)
- Weihawei (actual ciudad de Weihai)

#### Europa

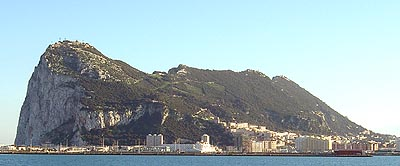
Gibraltar, territorio de Reino Unido, es reclamado por España. Se encuentra en la lista del Comité de Descolonización de las Naciones Unidas.

- Chipre (hoy en día continúa la presencia inglesa en Acrotiri y Dhekelia)
- Gibraltar (Reclamado por España)
- Islas del Canal
  - Jersey (Dependencia de la Corona)
  - Guernsey (Dependencia de la Corona)
- Malta
- Isla de Man (Dependencia de la Corona)
- Reino Unido de Gran Bretaña e Irlanda
  - Estado Libre Irlandés (en 1937 se proclama la actual República de Irlanda)

#### Oceanía
- Australia
- Islas Ellice (actual Tuvalu)
- Fiyi
- Islas Cook (actualmente estado asociado a Nueva Zelanda)
- Islas Gilbert (actualmente parte de Kiribati)
- Nauru
- Niue (actualmente estado asociado a Nueva Zelanda)
- Nueva Zelanda
- Pitcairn
- Islas Salomón
- Tokelau (actualmente estado asociado a Nueva Zelanda)
- Tonga
- Papúa Nueva Guinea
- Nuevas Hébridas (actual Vanuatu)
- Samoa

### Territorios perdidos antes de 1921
- Las Trece Colonias, con posterioridad reconocidas como Estados Unidos de América mediante el Tratado de París en 1783:

- Colonia de Delaware
- Provincia de Maryland
- Provincia de Nueva Jersey
- Colonia de Virginia, después Virginia y Virginia Occidental
- Provincia de Massachusetts, después Massachusetts y Maine
- Provincia de Nueva York, después Nueva York y Vermont
- Provincia de Nuevo Hampshire
- Colonia de Rhode Island y las Plantaciones de Providence
- Provincia de Georgia
- Provincia de Carolina del Norte
  - Roanoke, después parte de Carolina del Norte

- Provincia de Carolina del Sur
- Provincia de Connecticut
- Provincia de Pensilvania

- Margen oriental del río Misisipi (parte oriental del territorio de la Luisiana francesa) adquirida en 1763, con reivindicaciones entre las colonias y lo que hoy día es Alabama, Misisipi, Tennessee, Kentucky, Ohio, Illinois, Indiana, y Míchigan, parte de Wisconsin, y parte de Luisiana, cedido a Estados Unidos de América en 1783.
- Florida, (territorios de Florida Occidental y Florida Oriental) anexada 1763 y devuelta a España en 1783 (posteriormente fue cedida por España a los Estados Unidos).
- Menorca tomada por el Reino Unido en 1708 y reconquistada por España en 1782. Recuperada definitivamente por España en 1802.
- Hanóver posesión del monarca en forma separada de sus posesiones británicas desde 1714 hasta 1837.
- Islas Sandwich (Hawái) cedidas al Reino Unido el 25 de febrero de 1843; obtuvieron la independencia el 28 de noviembre de 1843; fueron anexionadas por los Estados Unidos el 7 de julio de 1898.
- La mayor parte del Oregón y el actual estado de Washington (mitad sur del territorio de Oregón en disputa con Estados Unidos, España y Rusia), cedido a los Estados Unidos en 1846 por el tratado de Oregón.
- La Costa de los Mosquitos (costa de Nicaragua y parte de Honduras) fue un protectorado británico entre 1655 y 1783, un segundo periodo entre 1824 y 1860.
- Islas de la Bahía tomadas por los británicos en 1638 y cedidas a Honduras en 1861.
- Las Islas Jónicas tomadas por los británicos en 1809 formando los Estados Unidos de las Islas Jónicas y cedidas al Reino de Grecia en 1864.
- Heligoland ocupado en 1807 y cedido a Alemania en 1890.

### Territorios de ultramar actuales

Los catorce territorios británicos de ultramar.

En la actualidad, solamente unos pocos territorios permanecen bajo administración británica. Los últimos Territorios de Ultramar son:
- Anguila
- Akrotiri y Dhekelia (reclamado por Chipre)
- Bermudas
- Islas Georgias del Sur y Sandwich del Sur (reclamadas por Argentina)
- Islas Caimán
- Islas Malvinas (reclamadas por Argentina)
- Islas Pitcairn
- Islas Turcas y Caicos
- Islas Vírgenes Británicas
- Gibraltar (reclamado por España)
- Montserrat
- Santa Elena, Ascensión y Tristán de Acuña
- Territorio Antártico Británico (reclamado por Chile y Argentina) y todos sin reconocimiento por el tratado Antártico en vigor desde 1961
- Territorio Británico del Océano Índico (reclamado por Mauricio y Seychelles)

### Dependencias de la Coronaen lasislas británicas(fuera del Reino Unido)
- Baliazgo de Guernsey
- Baliazgo de Jersey
- Isla de Man